# Fifty-Six
Fifty-Six és una població dels Estats Units a l'estat d'Arkansas. Segons el cens del 2000 tenia 163 habitants.

## Demografia
Segons el cens del 2000, Fifty-Six tenia 163 habitants, 71 habitatges, i 51 famílies. La densitat de població era de 30,6 habitants/km².
Dels 71 habitatges en un 25,4% hi vivien nens de menys de 18 anys, en un 64,8% hi vivien parelles casades, en un 7% dones solteres, i en un 26,8% no eren unitats familiars. En el 26,8% dels habitatges hi vivien persones soles el 12,7% de les quals corresponia a persones de 65 anys o més que vivien soles. El nombre mitjà de persones vivint en cada habitatge era de 2,3 i el nombre mitjà de persones que vivien en cada família era de 2,69.
Per edats la població es repartia de la següent manera: un 19% tenia menys de 18 anys, un 8,6% entre 18 i 24, un 25,2% entre 25 i 44, un 30,7% de 45 a 60 i un 16,6% 65 anys o més.
L'edat mediana era de 44 anys. Per cada 100 dones de 18 o més anys hi havia 91,3 homes.
La renda mediana per habitatge era de 91 $ i la renda mediana per família de 35.750 $. Els homes tenien una renda mediana de 30.750 $ mentre que les dones 19.063 $. La renda per capita de la població era de 15.783 $. Entorn de l'11,8% de les famílies i el 17,1% de la població estaven per davall del llindar de pobresa.

## Poblacions més properes
El següent diagrama mostra les poblacions més properes.